# 文学賞の一覧
文学賞の一覧（ぶんがくしょうのいちらん）。

## 地域・言語を問わないもの
対象となる地域・言語が限られていない賞。
- ノーベル文学賞（1901年 - ）
- ストルガ詩の夕べ（1962年 - ）
- ノイシュタット国際文学賞（1969年 - ）
- en:International Botev Prize（1972年 - ）
- en:Bookseller/Diagram Prize for Oddest Title of the Year（1978年 - ）
- en:Common Wealth Award of Distinguished Service（1979年 - ）
- en:America Award in Literature（1994年 - ）
- en:Balint Balassi Memorial Sword Award（1997年 - ）
- フランツ・カフカ賞（2001年 - ）
- センス・オブ・ジェンダー賞（2001年 - ）
- en:Ovid Prize（2002年 - ）
- en:Dayton Literary Peace Prize（2006年 - ）
- en:Jan Michalski Prize for Literature（2009年 - ）
- en:The Paris Literary Prize（2010年 - ）

他
- ブッカー賞（国際部門あり）

## 言語別
言語別の文学賞。言語を絞った文学賞。

### アラビア語
アラビア語で書かれた作品に対する文学賞。アラビア語圏の文学賞。
- en:Etisalat Award for Arabic Children's Literature（アラビア語の子供向けの作品の賞）
- en:International Prize for Arabic Fiction（アラビア語圏で最も評価の高い文学賞、2008年 - ）
- en:Katara Prize for Arabic Novel（2015年 - ）
- en:King Faisal International Prize for Arabic language and literature （en:King Faisal Prize ファイサル国王賞の文学部門）
- en:Naguib Mahfouz Medal for Literature（アラビア語で書かれているが英語には翻訳されていない作品の中から選ばれる文学賞、1996年 - ）
- en:Sheikh Zayed Book Award（アラビア文化や文学や社会生活を豊かにするのに貢献した、アラビア語で書かれたもしくはアラビア語に翻訳された作品対象。2007年 - ）

### スペイン語
スペイン語で書かれた作品に対する文学賞。スペイン語圏の文学賞。
- セルバンテス賞（1976年 - ）
- ロムロ・ガジェーゴス賞（1967年 - ）
- Premio Sor Juana Inés de la Cruz（スペイン語の女性作家）
- プラネータ賞（1952年 - ）
- es:Premio de Novela Ciudad de Torrevieja
- Premio Iberoamericano Planeta-Casa de América de Narrativa
- en:Joaquín Gallegos Lara National Fiction Prize

### 中国語
中国語で書かれた作品に対する文学賞。
- 茅盾文学賞（1982年 - ）
- zh:鲁迅文学奖（1995年 - ）
- zh:老舍文学奖（2000年 - ）
- en:Newman Prize for Chinese Literature（中国語の作家に贈られるアメリカの賞、2009年 - ）
- 冰心儿童文学新作奖（中国語の児童文学、2005年 - ）

### 英語
英語で書かれた作品に対する文学賞。
- ダブリン文学賞（英語で発行された作品対象。英語で書かれた作品だけでなく、英語に翻訳された（英訳された）作品も対象となる）
- en:Next Generation Indie Book Awards（英語限定で、インディー本限定の賞、2007年 - ）
- en:Warwick Prize for Writing（英語作品、ジャンル不問、2009年 - ）
- en:Montreal International Poetry Prize（英語で書かれた詩、国・地域不問。2011年 - ）
- en:Windham–Campbell Literature Prizes（英語。国・地域は不問。ジャンルはフィクション、ノンフィクション、詩、劇作品）

## ジャンル別

### 純文学、地域・言語を問わないもの
対象となる地域・言語が限られていない賞。カッコ内は主催組織の所在地。
- ノーベル文学賞（1901年 - ）
  - ニュー・アカデミー文学賞（スウェーデン）
- ノイシュタット国際文学賞（アメリカ）
- フランツ・カフカ賞（チェコ）
- エルサレム賞（イスラエル）
- アストゥリアス皇太子賞（スペイン。ヒューマニティ、社会科学、芸術、文学、自然科学、国際協力、平和、スポーツが対象）
- ドイツ出版協会平和賞（ドイツ）
- ネリー・ザックス賞（ドイツ）
- ベイリーズ賞（イギリス。女性作家が対象）
- アンデルセン文学賞（デンマーク）
- ヤヌシュ・コルチャック賞（ポーランド）
- ロータス賞（アジア・アフリカ）
- 21世紀年度最優秀外国小説賞（中国）
- 朴景利文学賞（韓国）

### 欧州
- オーストリア国家賞ヨーロッパ文学部門（ヨーロッパ）
- ブッカー賞（イギリス・イギリス連邦加盟国およびアイルランド。国際部門あり）
- コスタ賞（イギリス・アイルランド）
- 国際IMPACダブリン文学賞（アイルランド）
- ゴンクール賞（フランス）
- フェミナ賞（フランス。国際部門あり）
- アカデミー・フランセーズ小説大賞（フランス）
- アカデミー・フランセーズ文学大賞（フランス）
- ポール・モラン文学大賞（フランス語版）（フランス）
- ルノードー賞（フランス）
- アンテラリエ賞（フランス）
- ドゥ・マゴ賞（フランス）
- メディシス賞（フランス。国際部門あり）
- ゲオルク・ビュヒナー賞（ドイツ語圏）
- シャミッソー賞（ドイツ語圏）
- ストレーガ賞（イタリア）
- カンピエッロ賞（イタリア）
- バグッダ賞（イタリア）
- セルバンテス賞（スペイン語圏）
- アルファグアラ賞（スペイン語圏）
- ビブリオテーカ・ブレーベ賞（スペイン語圏）
- プラネータ賞（スペイン語圏）
- ナダール賞（スペイン）
- ボリシャーヤ・クニーガ賞（ロシア語版、英語版）（ロシア）
- カモンイス賞（ポルトガル語圏）
- 北欧理事会文学賞（北欧諸国）
- ヴィレニツァ国際文学賞（中欧諸国）

### 中国
- 紅楼夢賞（中国）
- 茅盾文学賞（中国）

### 韓国
- 李箱文学賞（大韓民国）
- 東仁文学賞（大韓民国）

### 日本
- 野間文芸賞（1941年 - 、小説・評論。野間文化財団主催、講談社後援）
- 日本芸術院賞（1942年 - 、日本芸術院主催。第2部・文芸が文学関連。恩賜賞は1950年から）
- 毎日出版文化賞（1947年 - 、文学・芸術、人文・社会、自然科学、企画の4部門。毎日新聞社主催）
- 読売文学賞（1949年 - 、小説、戯曲・シナリオ、随筆・紀行、評論・伝記、詩歌俳句、研究・翻訳の6部門。読売新聞社主催）
- 芸術選奨（1950年 - 、文学・評論の2部門が文学関連。文化庁主催）
- 谷崎潤一郎賞（1965年 - 、小説・戯曲。中央公論新社主催）
- 泉鏡花文学賞（1973年 - 、小説・戯曲など。金沢市主催）
- 川端康成文学賞（1974年 - 1998年、2000年 - 2018年、2021年 - 、短篇小説。川端康成記念財団主催、新潮社後援）
- 大佛次郎賞（1974年 - 、散文。朝日新聞社主催）
- 紫式部文学賞（1991年 - 、女性作家のみ。文芸作品・文学研究。宇治市主催）
- Bunkamuraドゥマゴ文学賞（1991年 - 、小説・評論・戯曲・詩。Bunkamura主催）
- 蓮如賞（1994年 - 、本願寺文化興隆財団主催）
- 司馬遼太郎賞（1998年 - 、小説・評論・ジャーナリズム。司馬遼太郎記念財団主催）
- 親鸞賞（2000年 - 、本願寺文化興隆財団主催）
- 本屋大賞（2004年 - 、純文学・大衆文芸いずれも対象となる。NPO法人 本屋大賞実行委員会が運営）
- 織田作之助賞（大賞）（2006年 - 、大阪文学振興会主催）

終了したもの
- 新潮社文学賞（1954年 - 1967年、新潮社主催）
- 女流文学賞（1961年 - 2000年、小説。中央公論新社主催）
- 田村俊子賞（1961年 - 1977年、田村俊子会主催）
- 日本文学大賞（1969年 - 1987年、新潮社主催）
- 多喜二・百合子賞（1969年 - 2005年、日本共産党主催）
- 平林たい子文学賞（1973年 - 1997年、小説・評論。平林たい子記念文学会主催、1989年より講談社主催）
- 伊藤整文学賞（1990年 - 2014年、小説・評論、小樽市主催）
- 木山捷平文学賞（1996年 - 2005年、笠岡市主催）
- 大江健三郎賞（2007年 - 2014年、講談社主催）

#### 非公募新人賞
- 芥川龍之介賞（1935年 - 、日本文学振興会主催）
- 芸術選奨新人賞（1967年 - 、文学・評論の2部門が文学関連。文化庁主催）
- 野間文芸新人賞（1979年 - 、野間文化財団主催）
- 三島由紀夫賞（1988年 - 、対象は小説・評論・詩歌・戯曲。新潮文芸振興会主催）

#### 公募新人賞
- 文學界新人賞（1955年 - 、『文學界』主催）
- 群像新人文学賞（1958年 - 、『群像』主催）
- 文藝賞（1962年 - 、河出書房新社主催）
- 太宰治賞（1965年 - 1978年、1999年 - 、筑摩書房・三鷹市共催）
- 新潮新人賞（1969年 - 、新潮社主催）
- 九州芸術祭文学賞（1970年 - 、九州文化協会など主催）
- すばる文学賞（1977年 - 、集英社主催）
- 織田作之助賞（青春賞）（1984年 - 、大阪文学振興会主催）
- 三田文学新人賞（1994年 - 、三田文学会主催）
- さきがけ文学賞（1984年 - 秋田魁新報社・さきがけ文学賞渡辺喜恵子基金）
- 北日本文学賞（1966年 - 北日本新聞社）
- 南日本文学賞（1973年 - 南日本新聞社）
- 埼玉文学賞（1969年 - 埼玉新聞社）
- ことばと新人賞（2020年 - 書肆侃侃房主催）
- 江古田文学賞（2002年 - 『江古田文学』主催）
- 東京中野文学賞（2022年 - 一般社団法人 中野区観光協会 、東京中野文学賞実行委員会）
- 京都キタ短編文学賞（2022年 - 京都市北区）

終了したもの・不定期
- 夏目漱石賞（1947年 - 1950年、桜菊書院）
- 同人雑誌賞（1955年 - 1968年、新潮社）
- 群像新人長篇小説賞（1978年 - 1982年、『群像』主催）
- 海燕新人文学賞（1982年 - 1996年、『海燕』主催）
- 朝日新人文学賞（1989年 - 2008年、朝日新聞社主催）
- 関西文學新人賞（2000年 - 2007年、『関西文學』主催）
- ランダムハウス講談社新人賞（2007年 - 2008年、長編。純文学・大衆文学・ノンフィクションのいずれも対象。ランダムハウス講談社）
- 三浦綾子文学賞（2014年、三浦綾子記念文学館他主催）
- 民主文学新人賞（1995年 - 、2013年までは隔年。日本民主主義文学会主催）
- 早稲田文学新人賞（1984年 - 2004年、2008年 - 、早稲田文学会主催）

### 北米
- ピューリッツァー賞（アメリカ。ジャーナリズム、文学、音楽が対象）
- 全米図書賞（全米図書協会が主催。小説・ノンフィクション・詩・児童文学の4部門がある）
- 全米批評家協会賞（全米批評家協会が主催。小説・ノンフィクション・伝記・詩・批評の5部門がある）
- ペン/フォークナー賞（アメリカ）

## 大衆文学（日本文学）

### 大衆小説・エンターテインメント（ジャンル非限定）

#### 既刊作品が対象
- 直木三十五賞（1935年 -  、文藝春秋が発表媒体を提供） 「無名・新進・中堅作家が対象」とされている
- 吉川英治文学賞（1967年 -  、講談社後援）
- 新田次郎文学賞（1982年 -  、新潮社が発表媒体を提供） 小説以外の作品が受賞することもある
- 柴田錬三郎賞（1988年 -  、集英社主催）
- 大藪春彦賞（1999年 -  、徳間書店後援）
- 中央公論文芸賞（2006年 -  、中央公論新社主催）
- 舟橋聖一文学賞（2007年 - 、滋賀県彦根市主催）
- 山田風太郎賞（2010年 -  、KADOKAWA主催）
- 吉川英治文庫賞（2016年 -  、公益財団法人吉川英治国民文化振興会主催） 文庫のシリーズ作品が対象
- 渡辺淳一文学賞（2016年 -  、集英社・公益財団法人一ツ橋綜合財団主催）

終了したもの
- 婦人公論文芸賞（2001年 -  2005年、中央公論新社主催） 中央公論文芸賞に改称

#### 既刊作品が対象の新人賞
- 吉川英治文学新人賞（1980年 -  、講談社後援）
- 山本周五郎賞（1988年 -  、新潮社後援）

#### 公募新人賞
短編
- オール讀物新人賞（1952年 - 、文藝春秋『オール讀物』で募集）
- 小説宝石新人賞（2007年 - 、光文社『小説宝石』で募集）
- 林芙美子文学賞（2015年 - ）
- 藤本義一文学賞（2015年 - 、現代小説・SF小説が対象）

テーマ設定のある短編公募賞
- おいしい文学賞（2017年 - ）[1]

長編
- 小説すばる新人賞（1988年 - ）
- 松本清張賞（1994年 - 、2004年以降、長編のエンターテインメント作品）
- メフィスト賞（1996年 - 、随時受付、エンターテインメント作品としているが推理小説の受賞が多い）
- 角川春樹小説賞（2000年 - 、中断後、2010年再開）
- 小学館文庫小説賞（2002年 - ）
- ボイルドエッグズ新人賞（2004年 - ）
- 小説現代長編新人賞（2006年 - ）
- 日経小説大賞（長編、2006年 - 2008年、中断後、2011年再開）
- ドラマ原作大賞（2007年 - 、隔年募集）
- メディアワークス文庫賞（2009年 - ）
- ゴールデン・エレファント賞（2009年 - ）
- 野性時代フロンティア文学賞（2010年 - ）
- 星海社FICTIONS新人賞（2010年 - ）
- ポプラ社小説新人賞（2011年 - 、エンターテインメント小説を募集）
- ワルプルギス賞（2012年 - ）
- 日本エンタメ小説大賞（2012年 - ）
- 本のサナギ賞（2014年 - 、エンターテインメント小説を募集）
- 日本ラブストーリー&エンターテインメント大賞（2015年 - ） 日本ラブストーリー大賞の後身
- 大藪春彦新人賞（エンターテインメント小説を募集）[2]

テーマ設定のある長編公募賞
- ダ・ヴィンチ「本の物語」大賞（2013年 - 、「本にまつわる物語」を募集）
- 暮らしの小説大賞（2013年 - 、衣食住のどれか、または複数をモチーフにした作品を募集）
- エネルギーフォーラム小説賞（2014年 - 、「エネルギー・環境・科学」に関わる作品を募集）

その他
- 日本文学館大賞、日本文学館出版大賞（短編小説や超短編小説、エッセイ、詩などを募集）

終了したもの
- 小説新潮賞（1955年 - ）
- 小説現代新人賞（短編、1963年 - 2005年、講談社主催）小説現代長編新人賞に改称して長編賞に
- 新風舎出版賞（1996年 - 2007年）
- 幻冬舎NET学生文学大賞（2001年、純文学、小説、エッセイ・紀行文の3部門があり、大学生・大学院生を対象）
- KAPPA-ONE登龍門（長編、2002年 - 2007年、光文社）
- カドカワエンタテインメントNext賞（長編、2002年 - 2003年、角川書店）
- ファウスト賞（2003年 - 2008年、講談社『ファウスト』で募集、応募は1980年生まれ以降の者に限る）
- 幻冬舎アウトロー大賞（2003年 - 2009年）
- ジャイブ小説大賞（長編、2004年 - 2009年、ジャイブ）
- 「きらら」文学賞（2004年 - 2010年、小学館『きらら』で募集）
- 野性時代青春文学大賞（長編、2005年 - 2008年、角川書店） 野性時代フロンティア文学賞に改称
- ポプラ社小説大賞（2005年 - 2010年） 後継はポプラ社小説新人賞
- 新潮エンターテインメント大賞（2005年 - 2012年）
- ダ・ヴィンチ文学賞（2006年 - 2012年、メディアファクトリー『ダ・ヴィンチ』で募集。400字詰め原稿用紙換算100 - 200枚）
- ランダムハウス講談社新人賞（長編、2007年 - 2008年、純文学・大衆文学・ノンフィクションのいずれも対象）
- パピルス新人賞（2007年 - 2011年）
- 講談社BOX新人賞（2007年 - 2014年、年4回発表） メフィスト賞に統合
- 日経中編小説賞（2008年）
- 講談社Birth（2009年 - 2011年、毎月発表、応募者は29歳以下の者に限る）
- ピュアフル小説賞（2010年 - 2011年、ジャイブ小説大賞の後継の賞）
- 室生犀星文学賞（2011年 - 2016年）
- 富士見ラノベ文芸大賞（2012年 - 2017年、ライトノベルの枠に収まらない文芸作品を募集）

### 時代小説・歴史小説
- 中山義秀文学賞（既刊作品対象、1993年 - 、中山義秀顕彰会主催、福島県白河市共催）
- 歴史時代作家クラブ賞（既刊作品対象、2012年 - 、歴史時代作家クラブ主催）
- 野村胡堂文学賞（既刊作品対象、2013年 - 、日本作家クラブ主催）
- 菊池寛賞（既刊作品対象、1952年 - 、日本文学振興会主催）

公募新人賞
- 歴史群像大賞（1994年 - 、学研『歴史群像』で募集、長編）
- 歴史浪漫文学賞（2004年 - 、郁朋社主催、長編）2000年から実施の古代ロマン文学大賞、飛鳥ロマン文学賞、中・近世文学大賞を一本化したもの
- 朝日時代小説大賞（2009年 - ）
- 招き猫文庫時代小説新人賞（2015年 - ）

終了したもの
- 歴史文学賞（1976年 - 2007年、新人物往来社主催）
- 時代小説大賞（1990年 - 1999年、講談社主催）
- 九州さが大衆文学賞（1994年 - 2017年、九州さが大衆文学賞委員会主催、佐賀県後援、大賞作品は『小説NON』に掲載）

### 経済小説
終了したもの
- 城山三郎経済小説大賞（ダイヤモンド経済小説大賞）

### 医療小説
- 日本医療小説大賞（既刊作品対象、2012年 - 2016年、日本医師会主催、新潮社協力）

### スポーツ小説
- サムライジャパン野球文学賞（既刊作品対象、2010年 - 、同賞実行委員会主催）

終了したもの
- さいたま市スポーツ文学賞（公募新人賞、1994年 - 2010年、埼玉県さいたま市主催）

### 恋愛小説
- 島清恋愛文学賞（既刊作品対象、1994年 - 、石川県白山市主催）
- さばえ近松文学賞（2013年 - 、近松の里づくり事業推進会議主催）

終了したもの
- 日本ラブストーリー大賞（公募新人賞、2006年 - 、宝島社4大大賞の1つ）

### 青春小説
- 坊っちゃん文学賞（1989年 - 、隔年開催、愛媛県松山市主催）
- 氷室冴子青春文学賞（2018年 - 、NPO法人氷室冴子青春文学賞主催、北海道岩見沢市後援）
- 川端康成青春文学賞（2018年 - 、ショートストーリー。大阪府茨木市主催）

### 推理小説

#### 既刊作品が対象の賞
- 日本推理作家協会賞
- 本格ミステリ大賞
- 翻訳ミステリー大賞

#### 推理小説の発展に寄与した個人に贈られる賞
- 日本ミステリー文学大賞

#### 公募新人賞
長編
- 江戸川乱歩賞
- 横溝正史ミステリ大賞
- 鮎川哲也賞
- 日本ミステリー文学大賞新人賞
- 『このミステリーがすごい!』大賞
- ばらのまち福山ミステリー文学新人賞
- アガサ・クリスティー賞
- 新潮ミステリー大賞

短編
- 小説推理新人賞
- ミステリーズ!新人賞
- 北区 内田康夫ミステリー文学賞
- 九州さが大衆文学賞（推理小説または時代・歴史小説を募集）

終了したもの
- サントリーミステリー大賞（長編、1983年 - 2003年）
- 日本推理サスペンス大賞（長編、1988年 - 1994年）
- 新潮ミステリー倶楽部賞（長編、1996年 - 2000年）
- ホラーサスペンス大賞（長編、2000年 - 2005年）
- 宝石賞（短編、1960年 - 1964年）
- 幻影城新人賞（短編、1976年 - 1978年）
- ハヤカワ・ミステリ・コンテスト（短編、1990年 - 1992年）
- 小説現代推理新人賞（短編、1994年 - 1998年）
- 創元推理短編賞（短編、1994年 - 2003年）
- オール讀物推理小説新人賞（短編、1962年 - 2007年）

### 冒険小説
- 日本冒険小説協会大賞（1982年 - 2011年、既刊作品対象）

### SF

#### 既刊作品が対象の賞
- 星雲賞（1970年 - 、日本SF大会参加者によって選出される）
- 日本SF大賞（1980年 - 、日本SF作家クラブ主催、徳間書店後援。対象はSF的なもの全般。小説に限らない）
- センス・オブ・ジェンダー賞（2001年 - 、SF・ファンタジー）

#### 公募新人賞
中長編
- ハヤカワ・SFコンテスト（2012年 - ）

短編
- 創元SF短編賞（2010年 - ）
- 星新一賞（2013年 - 、対象は「理系文学」。人工知能など人間以外の応募も可能。日本経済新聞後援）

終了したもの
- ハヤカワ・SFコンテスト（短編、1961年 - 1992年）
- 日本SF新人賞（長編、1999年 - 2009年、全11回）
- 小松左京賞（長編、2000年 - 2009年、全10回）
- 奇想天外SF新人賞（短編）

### ファンタジー・ホラー・伝奇

#### 公募新人賞
- 創元ファンタジイ新人賞（2015年 - 、長編）
- ジャンプホラー小説大賞（2015年 - ）
- 日本ファンタジーノベル大賞（1989年 - 2013年、2017年 - 、長編）[3]

終了したもの
- 日本ホラー小説大賞（1994年 - 2018年、長編・短編）
- ホラーサスペンス大賞（2000年 - 2005年、長編）
- ムー伝奇ノベル大賞（2002年 - 2005年）
- ビーケーワン怪談大賞（2003年 - 2011年）
- C★NOVELS大賞（2005年 - 2014年、長編）
- てのひら怪談大賞（2012年）
- 『幽』文学賞（2006年 - 2015年、長編・短編）

### 官能小説
- フランス書院文庫官能大賞（2002年 - 、フランス書院） - 原稿枚数不問。

終了したもの
- 団鬼六賞（2010年 - 2012年）

### ライトノベル

#### 少年向け

##### 公募新人賞
#Web小説の節も参照。
文庫レーベル
- ファンタジア大賞（1989年 - 、富士見ファンタジア文庫）
- 電撃小説大賞（1994年 - 、電撃文庫・メディアワークス文庫・電撃の新文芸）
- スニーカー大賞（1996年 - 、角川スニーカー文庫）
- MF文庫Jライトノベル新人賞（2004年 - 、MF文庫J）
- 小学館ライトノベル大賞 ガガガ文庫部門（2006年 - 、ガガガ文庫）
- GA文庫大賞（2008年 - 、GA文庫）
- 京都アニメーション大賞（2009年 - 、KAエスマ文庫）漫画・シナリオも募集対象、但し2011年にはシナリオ部門が廃止されている。
- 講談社ラノベ文庫新人賞（2010年 - 、講談社ラノベ文庫）
- オーバーラップ文庫大賞（2013年 - 、オーバーラップ文庫）
- 集英社ライトノベル新人賞（2014年 - 、ダッシュエックス文庫）
- HJ小説大賞（2020年 - 、HJ文庫・HJノベルス）

新書等レーベル
- ジャンプ小説新人賞（1991年 - 、ジャンプ ジェイ ブックス）
- 講談社BOX新人賞（2007年 - 、講談社BOX）募集はライトノベルに限らない。
- 星海社FICTIONS新人賞（2010年 - 、星海社FICTIONS）募集はライトノベルに限らない。
- BOX-AiR新人賞（2010年 - 、講談社BOX）

終了したもの
- 角川学園小説大賞（1997年 - 2010年、角川スニーカー文庫）
- エンターブレインえんため大賞ライトノベルファミ通文庫部門（1999年 - 2018年、ファミ通文庫）
- 富士見ヤングミステリー大賞（2000年 - 2006年、富士見ミステリー文庫・Style-F）
- 電撃hp短編小説賞（2000年 - 2006年、雑誌『電撃hp』で募集）
- HJ文庫大賞（2006年 - 2019年、HJ文庫）
- ライトノベルアワード（2019年、既刊作品対象、一般投票）
- メガミノベル大賞（2008年 - 2009年、メガミ文庫）
- ネクスト ファンタジア大賞（2008年 - 2009年、富士見ファンタジア文庫）
- スーパーダッシュ小説新人賞（2001年 - 2014年、スーパーダッシュ文庫）
- 『このライトノベルがすごい！』大賞（2009年 - 2014年、このライトノベルがすごい！文庫）
- 一迅社文庫大賞（2010年 - 2016年、一迅社文庫）
- 講談社ラノベチャレンジカップ（2011年 - 2018年、講談社ラノベ文庫）
- ファミ通文庫大賞（2019年 - 2020年、ファミ通文庫）

終了したもの（新書等レーベル）
- エッジdeデュアル新人賞（2007年 - 2010年、トクマ・ノベルズEdge・徳間デュアル文庫）
- 幻狼大賞（2010年 - 2012年、幻狼ファンタジアノベルス）
- スクウェア・エニックスライトノベル大賞（2010年 - 2012年、ガンガンノベルズ）

#### 少女小説

##### 新人賞
- ノベル大賞（1983年 - ）
- 角川ビーンズ小説賞（2002年 - ）
- New-Generationアイリス少女小説大賞（2012年 - ）
- ビーズログ小説大賞（2018年 - ）

終了したもの
- ウィングス小説大賞（1988年 - 2016年）
- パレットノベル大賞（1989年 - 2006年）
- ロマン大賞（1992年 - 2014年）
- ホワイトハート新人賞（旧・ホワイトハート大賞・X文庫新人賞）（1993年 - 2020年）
- 小学館ライトノベル大賞 ルルル文庫部門（2006年 - 2015年）
- エンターブレインえんため大賞（2007年 - 2017年、ビーズログ文庫およびビーズログ文庫アリスによる部門あり）
- 一迅社文庫大賞（2008年 - 2011年、一迅社文庫アイリスによる部門あり）

### ジュブナイルポルノ
- 美少女文庫新人賞（2005年 - 2010年）

### ボーイズラブ
- 角川ルビー小説賞（2000年 - 、ただし、当初は一般部門（角川ティーンズルビー文庫枠）も併設）
- リンクス新人大賞小説部門（2006年 - ）
- 小説ショコラ新人賞（2010年 - 前身は小説ショコラ新人賞バトル（2008年 - 2009年））
- ディアプラスBL小説大賞（2013年 - ）

終了したもの
- 花丸新人賞小説部門（1992年 - 2010年、ただし、当初の募集はBLに限らなかった）
- ディアプラスチャレンジスクール小説部門（1997年 - 2013年）
- 小説リンクス小説・イラスト新人大賞（2003年 - 2004年）
- ビーボーイ小説新人大賞（2008年 - 2020年）
- プラチナ文庫小説大賞（2010年 - 2013年）
- 花丸WEB新人賞および花丸WEB新人大賞（2011年 - 2014年、新人賞の中から新人大賞が選ばれる）

### Web小説
- Webコンテンツ大賞（2008年 - 、アルファポリス登録ユーザー）ジャンルごとに毎月1回開催。小説以外の大賞もある。
- E★エブリスタの関わる文学賞はE★エブリスタ#文学賞を参照。（2010年 - 、エブリスタと出版社の共同募集）小説以外の大賞もある。
- 小説家になろうが関わる文学賞は小説家になろう#文学賞を参照。（2012年 - 、ヒナプロジェクトと出版社の共同募集）

終了したもの
- Yahoo! JAPAN文学賞（短編、2005年 - 2009年、Yahoo! JAPAN主催、受賞作は小学館『きらら』に掲載）
- 三丁目図書館ケータイ文学賞（2006年、 ソニー・ピクチャーズエンタテインメント・オンブック主催）
- タイトルが先だ!文学賞（2006年、角川デジックス・バンダイネットワークス・公募ガイド社主催）
- 日本ケータイ小説大賞（2006年 - 2015年、毎日新聞社・スターツ出版主催）
- 魔法のiらんど大賞（2007年 - 2017年、魔法のiらんど（現・アスキー・メディアワークス）主催）
- おりおん☆小説大賞（2007年 - 2009年、ゴマブックス主催）
- ポケスペ小説大賞（2007年 - 2009年、サイバープラス主催）
- Gocco文学賞（2007年、Gocco株式会社主催）
- 講談社MouRa×Gocco才能賞（2008年、講談社MouRa・Gocco株式会社主催）
- 幻冬舎小説新人賞（短編、2014年、幻冬舎主催・Pixiv協力）
- ミライショウセツ大賞（2014年 - 2015年、エイベックス・ピクチャーズ・KADOKAWA/エンターブレインブランドカンパニー・グリー・サミー・ピクシブ主催）
- 新潮nex大賞（2014年）非公募の文学賞。

## 大衆文学（欧米文学）

### エンタテイメント
- ボランジェ・エブリマン・ウッドハウス賞（イギリス）

### 恋愛小説
- リタ賞（アメリカ合衆国）

### 推理小説
- アメリカ探偵作家クラブ（MWA）賞（1946年 - 、エドガー賞など）
- 英国推理作家協会（CWA）賞（1955年 - 、ゴールド・ダガー賞など）
- ジョン・クリーシー・ダガー賞（1973年 - ）
- シェイマス賞（1982年 - 、アメリカ私立探偵作家クラブ主催）
- アーサー・エリス賞（1984年 - 、カナダ推理作家協会主催）
- ハメット賞（1992年 - 、国際推理作家協会北米支部主催）
- ネッド・ケリー賞（1996年 - 、オーストラリア推理作家協会主催）
- アガサ賞（1989年 - 、アメリカのマリス・ドメスティック主催。作品中に過激な性や暴力を含まないものを対象とする）
- ガラスの鍵賞（1992年 - ）
- バリー賞（1997年 - ）
- インターナショナル・ダガー賞（2006年 - ）

### SF
- ネビュラ賞（アメリカ合衆国）
- ヒューゴー賞（アメリカ合衆国）
- ローカス賞（アメリカ合衆国）
- フィリップ・K・ディック賞（アメリカ合衆国）
- 世界幻想文学大賞（アメリカ合衆国）
- ホーマー賞（英語圏）
- アポロ賞（フランス）
- アーサー・C・クラーク賞（イギリス）
- 英国SF協会賞（イギリス）
- クルト・ラスヴィッツ賞（ドイツ）

### ファンタジー・ホラー・伝奇
- 世界幻想文学大賞（アメリカ合衆国）
- ブラム・ストーカー賞（アメリカ合衆国）
- アンドレ・ノートン賞（アメリカ合衆国）
- シャーリイ・ジャクスン賞（アメリカ合衆国）
- クロフォード賞（アメリカ合衆国）
- 英国幻想文学大賞（イギリス）
- キッチーズ賞（イギリス）
- イアン・フレミング・スチール・ダガー賞（イギリス）

## 大衆文学（その他の地域）

### 推理小説
- 台湾推理作家協会賞（短編、2003年 - ）
- 島田荘司推理小説賞（長編、2009年 - 、台湾で実施、台湾・中国・日本・タイで刊行）

### ライトノベル
- 浮文字新人賞（台湾、2007年 - 、新人賞）
- 台湾角川ライトノベル大賞（台湾、2009年 - 、新人賞）

## 児童文学

### 地域限定無し
- 国際アンデルセン賞（国際）

### ヨーロッパ
- カーネギー賞（イギリス）
- ケイト・グリーナウェイ賞（イギリス）
- ガーディアン賞（イギリス）
- ボローニャ・ラガッツイ賞（イタリア）
- ドイツ児童文学賞（ドイツ）
- ソルシエール賞（フランス）
- アストリッド・リンドグレーン記念文学賞（スウェーデン）
- ニルス・ホルゲション賞（スウェーデン）
- エルサ・ベスコフ賞（スウェーデン）
- 金のリボン賞（チェコ）
- マグネシア・リテア賞（チェコ）
- ラサリーリョ賞（スペイン）
- CBI最優秀児童図書賞（アイルランド）
- 金の石筆賞・銀の石筆賞（オランダ）
- ロイヤル・メール・スコットランド児童文学賞

### 中国
- 全国優秀児童文学賞（中国）

### 日本
児童文芸家協会
- 日本児童文芸家協会賞
- 児童文芸新人賞
- 児童文芸幼年文学賞

児童文学者協会
- 日本児童文学者協会賞
- 日本児童文学者協会新人賞

野間文化財団
- 野間児童文芸賞

その他
- 巖谷小波文芸賞
- 産経児童出版文化賞
- 小学館児童出版文化賞
- 坪田譲治文学賞
- ひろすけ童話賞
- サンリオいちご絵本童話と絵本グランプリ
- 角川つばさ文庫小説賞
- 集英社みらい文庫大賞
- 小学館ジュニア文庫小説賞
- ENEOS童話賞

終了した賞
- 赤い鳥文学賞
- 赤い鳥さし絵賞
- 《小さな童話》大賞
- 新美南吉児童文学賞
- 野間児童文芸新人賞
- 福田清人賞
- 椋鳩十児童文学賞
- 路傍の石文学賞
- 路傍の石幼少年文学賞

公募新人賞
- 小川未明文学賞
- ニッサン童話と絵本のグランプリ
- 朝日学生新聞社児童文学賞
- アンデルセンのメルヘン大賞
- 児童文学ファンタジー大賞
- 講談社児童文学新人賞
- ちゅうでん児童文学賞
- 長編児童文学新人賞
- ジュニア冒険小説大賞
- 福島正実記念SF童話賞
- 福永令三児童文学賞

### オセアニア
- ニュージーランド・ポスト児童図書賞（ニュージーランド）
- エスター・グレン賞（ニュージーランド）
- オーストラリア児童図書賞（オーストラリア）

### 北米
- ニューベリー賞（アメリカ合衆国）
- コールデコット賞（アメリカ合衆国）
- フェニックス賞（アメリカ合衆国）
- スコット・オデール賞（アメリカ合衆国）
- ゴールデン・カイト賞（アメリカ合衆国）
- ボストングローブ・ホーンブック賞（アメリカ合衆国）

## 詩歌

### 日本

#### 現代詩
- 詩歌文学館賞（短歌、俳句、詩）
- 小熊秀雄賞
- 小野十三郎賞
- くにたち文学賞[4]
- 現代詩人賞
- 現代詩人アンソロジー賞
- 現代詩花椿賞
- 現代詩手帖賞
- 詩と思想新人賞（公募）
- 高見順賞
- 壷井繁治賞
- 富田砕花賞
- 中原中也賞
- 萩原朔太郎賞
- 藤村記念歴程賞
- H氏賞
- 中日詩賞
- 三好達治賞
- 日本詩人クラブ新人賞
- 日本詩人クラブ賞
- 日本詩人クラブ詩界賞
- ユリイカの新鋭詩人
- 歴程新鋭賞
- 地球賞
- 三越左千夫少年詩賞
- 現代思潮現代詩賞（公募）
- 伊東静雄賞（公募）

#### 短歌
- 歌壇賞（新人賞）
- 角川短歌賞（新人賞）
- 石川啄木賞（第2回まで新人賞）
- 葛原妙子賞（女性作家に贈られる）
- 現代歌人協会賞（主に第1歌集に対して贈られる）
- 現代歌人集会賞
- 現代短歌大賞
- 現代短歌新人賞
- 河野愛子賞（女性作家に贈られる）
- 斎藤茂吉短歌文学賞
- 短歌研究賞
- 短歌研究新人賞
- 短歌現代歌人賞
- 短歌現代新人賞
- 短歌新聞社賞
- 迢空賞
- 塚本邦雄賞（第2歌集以降に贈られる）
- 寺山修司短歌賞（男性作家に贈られる）
- ながらみ現代短歌賞
- ながらみ書房出版賞
- 日本歌人クラブ賞
- 日本歌人クラブ新人賞
- 前川佐美雄賞
- 与謝野晶子短歌文学賞
- 若山牧水賞

#### 俳句
非公募
- 現代俳句協会賞
- 現代俳句大賞
- 宗左近俳句大賞
- 蛇笏賞
- 俳句四季大賞
- 俳人協会賞
- 正岡子規国際俳句賞

公募新人賞
- 角川俳句賞
- 兜太現代俳句新人賞
- 芝不器男俳句新人賞
- 日本伝統俳句協会賞
- 俳壇賞

### ヨーロッパ
- ニュンク・レビュー・ポエトリー賞（フランス）

## 戯曲
- 岸田國士戯曲賞
- 鶴屋南北戯曲賞
- 岸田演劇賞

## ノンフィクション・評論・エッセイ

### ノンフィクション
en:Category:Non-fiction literary awardsを参照のこと。
日本国内
- 潮賞（小説部門もあり）
- 大宅壮一ノンフィクション賞
- 開高健ノンフィクション賞
- 感動ノンフィクション大賞
- 北九州市子どもノンフィクション文学賞
- 北九州市自分史文学賞
- 講談社ノンフィクション賞
- 小学館ノンフィクション大賞
- 新潮ドキュメント賞
- Numberスポーツノンフィクション新人賞（スポーツに関するものが対象。新人賞）
- 新田次郎文学賞
- 報知ドキュメント大賞
- 旅のノンフィクション大賞

### 評論
文芸評論
- 小林秀雄賞（非公募）
- 三田文学新人賞評論部門（公募新人賞）
- 日本児童文学者協会評論新人賞（児童文学に関するもの。公募新人賞。隔年）
- メフィスト評論賞（メフィスト賞受賞作またはそれに付随するような推理小説に関するもの。公募新人賞。不定期）

終了・休止中
- 群像新人評論賞（公募新人賞）
- すばるクリティーク賞（公募新人賞）
- 幻影城新人賞（推理小説に関するもの。公募新人賞）
- 創元推理評論賞（推理小説に関するもの。公募新人賞）
- 日本SF評論賞（SFに関するもの。公募新人賞）

詩・短歌・俳句
- 日本歌人クラブ評論賞（短歌に関するもの）
- 現代短歌評論賞（短歌に関するもの。毎回異なるテーマが提示され、それに沿って論じる）
- 現代俳句評論賞（俳句に関するもの）
- 短歌研究賞（短歌に関するもの）
- 俳人協会評論賞（俳句に関するもの）
- 俳人協会評論新人賞（俳句に関するもの。新人賞）

政治・経済等
- 大佛次郎論壇賞
- 石橋湛山賞
- 大平正芳記念賞

### 文学研究
- 新村出賞
- 窪田空穂賞
- 関根賞
- 上代文学会賞
- 中古文学会賞
- 中世文学会賞
- 日本近世文学会賞
- 日本古典文学学術賞
- 全国大学国語国文学会賞

### エッセイ

#### 日本
- 講談社エッセイ賞
- 日本エッセイスト・クラブ賞
- プロミスエッセー大賞（産経新聞社主催、プロミス株式会社協賛）
- 幻冬舎NET学生文学大賞（純文学、小説、エッセイ・紀行文の3部門があり、大学生・大学院生を対象）
- 随筆春秋賞（一般社団法人随筆春秋主催、1995年 - ）

#### ヨーロッパ
- ヴィアレッジョ賞（イタリア） - エッセイ、詩
- ハインリヒ・マン賞（ドイツ）

## その他の文学賞
書店員・読者が主体の賞
- フランス本屋大賞 (fr:Prix des libraires)（1955年 - ）
- 本屋大賞（2004年 -  、書店員が選出）純文学・大衆文学のどちらも対象になる
- 酒飲み書店員大賞（2005年 - 、書店員が選出）
- ラノベ好き書店員大賞（2012年 - 、書店員が選出）
- エキナカ書店大賞（2013年 - 、書店員が選出）
- 沖縄書店大賞（2015年 - 、書店員が選出）
- 北海道ゆかりの本大賞（2016年 - 、書店員が選出）
- 大学読書人大賞（2008年 - 、大学の文芸サークルが選出）ジャンルを問わず、その年に刊行された書籍が対象。各大学の文芸サークルなどが選考する。主に小説・文芸評論が候補となる

応募者に制限のある賞
- 12歳の文学賞（2006年 - 、小学館主催、応募は12歳以下の者に限る）
- さくらんぼ文学新人賞（2008年 - 2011年、さくらんぼテレビジョン主催。新潮社共催、フジテレビジョン後援。受賞作は『小説新潮』に掲載。応募は女性に限る）
- 女による女のためのR-18文学賞（2002年 - 、新潮社主催、受賞作は『小説新潮』に掲載。性全般をテーマにした小説が対象、応募は女性に限る）

その他
- アウディ賞 - 優れたオーディオブックに対して授与される
- 菊池寛賞 - 戦前6回にわたって行われたものは、年齢46歳以上を対象とした文学賞だったが、戦中～戦後初期の中断を経て1952年に復活して以後は文学を含めた優れた文化活動に貢献した人物を称える表彰となり、文学賞ではなくなった。
- 全国小説執筆月間（英語：National Novel Writing Month、略称：NaNoWriMo、ナノライモ） - 全世界で行われる執筆集中月間。文字数を達成したメンバー全員が受賞できる。